# Adam Ryczkowski
Adam Ryczkowski (Węgrów, 30 aprile 1997) è un calciatore polacco, attaccante del Legia Varsavia II.

## Palmarès

### Club

#### Competizioni nazionali
- Campionato polacco: 1

Legia Varsavia: 2015-2016
- Coppa di Polonia: 2

Legia Varsavia: 2014-2015, 2015-2016